# مالی کلینبک
مالی کلینبک (انگلیسی: Molly Killingbeck؛ زادهٔ ۲ مارس ۱۹۵۹) دونده اهل کانادا است.